# Kronach (dopływ Haßlach)
Kronach – niewielka rzeka w powiecie Kronach, w Górnej Frankonii, w Bawarii, w Niemczech; o długości ok. 8 km. Powstaje z połączenia dwóch strumieni Kremnitz i Grümpel k. Wilhelmsthal. Uchodzi do rzeki Haßlach k. Kronach. Należy do dorzecza Menu i Renu.
Do Kronach wpadają takie strumienie jak: Eibenbach, Tiefenbach, Trebesbach, Remschlitz i Hainbach. Rzeczka przepływa przez wsie Steinberg, Friesen i Dörfles.
Strumienie źródłowe Kremnitz i Grümpel są dłuższe od samej rzeki Kronach. Kremnitz liczy ok. 17,5 km, zaś Grümpel ok. 12,5 km. Źródła pierwszego znajdują się k. Reichenbach a drugiego k. Tschirn.